# Господин Робот (ТВ серија)
Господин Робот (eng. Mr. Robot) је америчка крими драма телевизијска серија чији је творац Сам Есмаил. Главну улогу игра Рами Малек као Елиот Андерсон, Елиот је сјајан али веома нестабилан млади инжењер за сајбер безбедност и хакер, који постаје кључна фигура у сложеној игри глобалне доминације када он и његове савезници из сенке покушавају срушити корумпирану корпорацију за коју он ради. Циљ им је да униште све записе и податке о дуговањима тако што ће хаковати и срушити највећи конгломерат под називом "E Corp".
Прва епизода је приказана премијерно на интернету и путем видеа на захтев 27. маја 2015. Прва сезона овог серијала је приказана на "USA Network" 24. јуна 2015.

## Радња
Господин Робот серија прати Елиота, младог програмера који дању ради као инжењер за у компанији за сајбер безбедност, а ноћу као хакер. Стално се бори с социјалном анксиозношћу, дисоцијативним поремећајем идентитета и депресијом чини се да је Елиотов мисаони процес под великим утицајем параноје и заблуде . Елиот се налази на раскршћу када га тајанствени вођа подземне хакерске групе врбује да му помогне у уништавању фирме коју је плаћен да штити. Прогоњен својим личним уверењима, Елиот се бори да се одупре шанси да сруши интернационалне извршне директоре за које верује да управљају и уништавају свет. На крају свега, схвати да глобална завера заправо постоји, али не она коју је он очекивао.

## Улоге
| Глумац              | Улога           |
| ------------------- | --------------- |
| Рами Малек          | Елиот Андерсон  |
| Кристијан Слејтер   | Господин Робот  |
| Карли Чаикин        | Дарлин          |
| Мартин Валстром     | Тајрел Велик    |
| Стефани Корнелиусен | Јоана Велик     |
| Портиа Даблдеј      | Ангела Мос      |
| Мајкл Кристофер     | Филип Прајс     |
| Грејс Гамер         | Доминик ДиПиеро |
| БД Вонг             | Вајтроуз        |
| Боби Канавале       | Ирвинг          |
| Џои Бедесс          | Леон            |

## Сезоне
| Сезона | Епизоде | Емитовање         | Емитовање          |
| Сезона | Епизоде | Прва епизода      | Последња епизода   |
| ------ | ------- | ----------------- | ------------------ |
| 1      | 10      | 24. јун 2015      | 2. септембар 2015. |
| 2      | 12      | 13. јул 2016.     | 21. септембар 2016 |
| 3      | 10      | 11. октобар 2017. | 13. децембар 2017. |
| 4      | 13      | 6. октобар 2019.  | 22. децембар 2019. |

## Награде
Господин Робот је добио похвале, посебно за глуму Малека и Слејтера, као и за своју причу и визуелну презентацију. Креатор Сам Есмаил је добио похвалу за режију серије, режирао је пар епизода у првој сезони у колаборацији, пре него што је био једини режисер сезоне два, три и четири. Господин Робот је освојио Златни глобус за најбољу телевизијску драмску серију; Награду Пибади: 2016. године, серија је добила чак шест Еми номинација, укључујући категорију за најбољу драмску серију и награду Рами Малека за иизванредну улогу главног глумца у драмској серији.
Листа свих награда које је добила ова телевизијска серија или глумци појединачно:
| Кандидат          | Награда                                  | Категорија                                            | Реф.   |
| ----------------- | ---------------------------------------- | ----------------------------------------------------- | ------ |
| Господин Робот    | 2015 СХСВ Филм Награде Публике           | Награда публике за најбољи Епизодик                   | [ 4 ]  |
| Господин Робот    | 25. Готам Независне Филмске Награде      | Награда за најбољу серију преко 40 минута             | [ 5 ]  |
| Господин Робот    | 2015 Филмске Награде Америчког Института | Телевизијски програм године                           | [ 6 ]  |
| Господин Робот    | 73. Златни Глобус                        | Најбоља телевизијска серија - Драма                   | [ 7 ]  |
| Господин Робот    | 75. Награда Пибади                       | награда Пибади                                        | [ 8 ]  |
| Господин Робот    | 32. ТЦА Награде                          | Изванредан нови програм                               | [ 9 ]  |
| Господин Робот    | 6. ТВ Награде по избору критичара        | Најбоља драмска серија                                | [ 10 ] |
| Рами Малек        | 6. ТВ Награде по избору критичара        | Најбољи глумац у драмској серији                      | [ 10 ] |
| Рами Малек        | 68. Прајмтајм Еми Награде                | Изванредни главни глумац у драмској серији            | [ 11 ] |
| Кристијан Слејтер | 20. Сателит Награде                      | Најбољи споредни глумац у серији или ТВ филму         | [ 12 ] |
| Кристијан Слејтер | 73. Златни Глобус                        | Најбољи споредни глумац: серија, мини серија или филм | [ 7 ]  |
| Кристијан Слејтер | 6. ТВ Награде по избору критичара        | Најбољи споредни глумац у драмској серији             | [ 10 ] |